# James D. Dewell
James D. Dewell, född 3 september 1837, död 19 april 1906, var en amerikansk politiker som var viceguvernör i Connecticut från 1897 till 1899. Detta var under den tvååriga mandatperiod som Lorrin A. Cooke var guvernör. Cooke var även Dewells företrädare som viceguvernör.